# Immersion (IHM)
Pour les articles homonymes, voir Immersion.
L’immersion consiste à replacer virtuellement un sujet dans un environnement, en recréant artificiellement les stimuli générés par ce même environnement dans la réalité.

## Définition
Chaque individu est en permanence « bombardé » de stimuli d’origines diverses et variées :
- visuels, par les ondes lumineuses perçues par la pupille des yeux.
- tactiles, acquis par les corpuscules de Meissner (pression, texture) et de Paccini (température, douleur) sur la peau.
- sonores, portés par les ondes sonores auxquelles est sensible la cochlée de l’oreille interne.
- olfactifs, perçus par la muqueuse jaune du nez (qui porte les terminaisons nerveuses du nerf olfactif).
- gustatifs, perçus par les bourgeons gustatifs au niveau de la langue et des muqueuses buccales.